# 比尔·莫耶斯
比尔·莫耶斯（英語：Bill Moyers，1934年6月5日—2025年6月26日）是一名美国记者和政治评论员。 1965年至1967年，他担任约翰逊政府的第十一任白宫新闻秘书。1967-1974年，他担任外交关系委员会主任。莫耶斯广泛参与公共广播、纪录片录制和新闻杂志节目。他的调查性新闻和公民活动赢得了无数奖项和荣誉学位。他已成为众所周知的公司结构的美国新闻媒体的尖锐批评者。